# Nabój .300 Winchester Magnum
Nabój .300 Winchester Magnum (7,62 × 67 mm, .300 Win Mag) – amerykański nabój karabinowy wprowadzony w roku 1963. Początkowo skonstruowany jako nabój myśliwski. Obecnie używany w policyjnych karabinach wyborowych.